# Winthemia sumatrana
Winthemia sumatrana là một loài ruồi trong họ Tachinidae.